# Luiza Brina
Luiza Brina é compositora, cantora, arranjadora e multiinstrumentista mineira. Neta de pianistas, estudou Composição na UNIRIO e foi integrante da banda Graveola e o Lixo Polifônico. Hoje se intitula cantautora e atua em carreira solo. Como compositora, possui inúmeras parcerias, tendo feito canções com Ronaldo Bastos, Ceumar, Thiago Amud, Arthur Nogueira, Julia Branco, Chico Bernardes e Vovô Bebê, entre outros. 
Suas obras tem chamado atenção da crítica. Em 2019, seu álbum "Tenho Saudade mas já passou" foi eleito um dos 50 melhores álbuns pela Associação Paulista de Críticos de Arte. Em 2024, seu álbum Prece apareceu na lista dos 50 melhores álbuns do ano pela NPR.